# Machimus lucentinus
Machimus lucentinus là một loài ruồi trong họ Asilidae. Machimus lucentinus được Strobl miêu tả năm 1909. Loài này phân bố ở vùng Cổ Bắc giới.